# Yoon Ji-on
Yoon Ji-on (en hangul, 윤지온; Incheon, 19 de mayo de 1990) es un actor y actor musical surcoreano.

## Biografía
Se graduó de la Universidad Kyonggi (inglés: "Kyonggi University") del departamento de actuación.

## Carrera
Es miembro de la agencia "Culture Depot" desde el 2018.
En 2017 apareció como invitado en la serie Forest of Secrets (también conocida como "Stranger") donde interpretó a un empleado de tiempo parcial en la cafetería.
En el 2018 apareció como invitado en la serie Where Stars Land, donde dio vida a un empleado del control de seguridad.
El 6 de noviembre del mismo año se unió al elenco principal de la serie web Eun Joo's Room (también conocida como "Dear My Room"), donde interpretó a Yang Jae-hyun.
En el 2019 apareció en la película Along with the Gods: The Two Worlds, donde dio vida a un miembro del equipo de Soo-Hong (Kim Dong-wook).
En agosto del mismo año se unió al elenco recurrente de la serie Melo Is My Nature (también conocida como "Be Melodramatic"), donde interpretó a Lee Hyo-bongun, un productor de dramas, hasta el final de la serie en septiembre del mismo año. Ji-on reemplazó al actor Oh Seung-yoon quien originalmente interpretaría a Hyo-bongun en la serie, después de que el equipo de producción decidiera no seguir con su participación luego de verse implicado en un escándalo.
El 11 de marzo del 2020 se unió al elenco recurrente de la serie Memorist, donde dio vida al oficial Oh Se-hoon, un detective y el miembro más joven del equipo de Dong Baek (Yoo Seung-ho), hasta el final de la serie el 30 de abril del mismo año.
En 2021 se unió al elenco de la serie Monthly House, donde interpreta a Gye Joo-hee, un asistente editorial de la revista.

## Filmografía

### Series de televisión
| Año     | Título                       | Personaje                         | Notas                       | Ref.                 |
| ------- | ---------------------------- | --------------------------------- | --------------------------- | -------------------- |
| 2016    | Memory                       | Asistente del Director            |                             |                      |
| 2016    | Our Gap-soon                 | Estudiante                        |                             |                      |
| 2017    | Hit the Top                  | Detective                         |                             |                      |
| 2017    | Forest of Secrets            | Empleado de la Cafetería          |                             |                      |
| 2018    | Where Stars Land             | Empleado de Seguridad             |                             |                      |
| 2018    | Mr. Sunshine                 | Estudiante Militar                |                             |                      |
| 2018-19 | Eun Joo's Room               | Yang Jae-hyun                     | 12 episodios                |                      |
| 2019    | Search: WWW                  | Líder de la Agencia de Publicidad | Ep. 3                       |                      |
| 2019    | Be Melodramatic              | Lee Hyo-bong                      |                             | [ 8 ]                |
| 2020    | Memorist                     | Det. Oh Se-hoon                   | 16 episodios                |                      |
| 2020    | Sweet Home                   | Novio de Yoon Ji-soo              |                             |                      |
| 2020    | A Week Delay of Farewell     | "X"                               |                             |                      |
| 2021    | The Witch's Diner            | Ahn Sung-ho                       | Aparición especial, ep. 3-4 | [ 9 ]                |
| 2021    | Monthly House                | Gye Joo-hee                       |                             |                      |
| 2021    | You Are My Spring            | Det. Park Ho                      |                             |                      |
| 2021    | Jirisan                      | Se-wook                           |                             | [ 10 ]               |
| 2022    | Tomorrow                     | Im Ryoong-koo                     |                             | [ 11 ] [ 12 ]        |
| 2023    | My Lovely Liar               | Cho Deuk-chan                     |                             | [ 13 ] [ 14 ]        |
| 2024    | Serendipity's Embrace        | Bang Jun-ho                       | 8 episodios                 | [ 15 ]               |
| 2024    | Amor en la puerta de al lado | Kang Dan-ho                       |                             | [ 16 ] [ 17 ] [ 18 ] |

### Películas
| Año  | Título                              | Personaje          | Notas                                                         |
| ---- | ----------------------------------- | ------------------ | ------------------------------------------------------------- |
| 2019 | Jo Pil-Ho: el despertar de la ira   | Oficial de policía | junto a Lee Sun-kyun, Park Hae-joon y Lee Yoo-young           |
| 2019 | Along with the Gods: The Two Worlds | Legionario         | junto a Kim Dong-wook, Ha Jung-woo, Ju Ji-hoon y Cha Tae-hyun |

### Teatro
| Año  | Obra                    | Notas |
| ---- | ----------------------- | ----- |
| 2016 | History Boys            | -     |
| 2017 | Secretly, Greatly       | -     |
| 2017 | The Goddess Is Watching | -     |
| 2018 | Charlie Charles         | -     |